# Răcituri

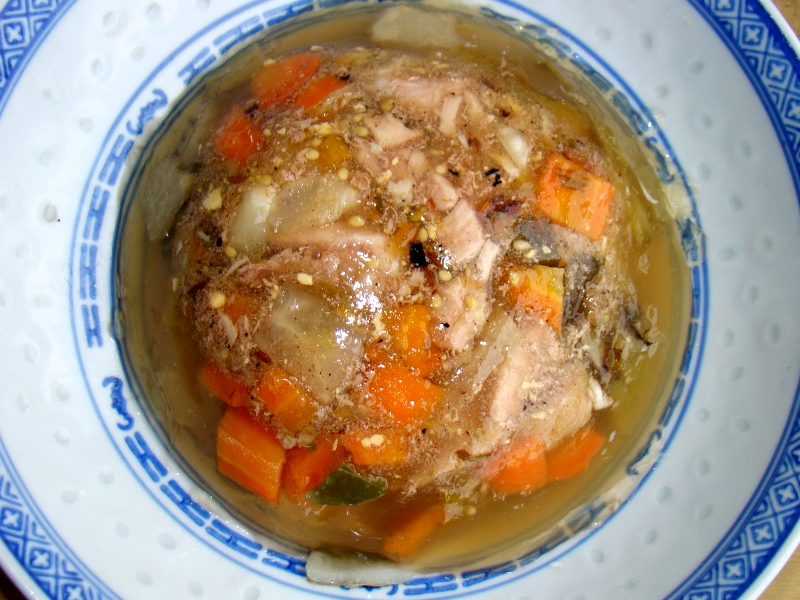

Les răcituri sont un mets roumain et moldave à base de gelée de viande de porc, préparé traditionnellement pour les fêtes de Noël et également appelé piftie en Valachie.
Les préparatifs pour les fêtes de Noël commencent le 20 décembre, à la Saint-Ignace, avec la confection des caltaboș, des toba, des sângerete et des răcituri. La recette des răcituri diffère d'une région à l'autre. Traditionnellement, ils sont préparées à partir de pieds, d'oreilles et de tête de porc.

## Recette similaire
En Grèce, on peut manger le pihti, une sorte de terrine de tête de porc parfumée à l’orange et à la vinaigrette.
Plus généralement, on parle d'aspic pour un plat froid pris dans de la gelée.